# Doras eigenmanni
Doras eigenmanni är en fiskart som först beskrevs av Boulenger, 1895.  Doras eigenmanni ingår i släktet Doras och familjen Doradidae. Inga underarter finns listade i Catalogue of Life.